# Радиоротация
Радиоротация (иногда просто ротация, англ. Airplay) — это термин, используемый в индустрии коммерческого музыкального радио, для того, чтобы узнать как много раз песня была проиграна в эфире радиостанций. Например, если песня была проиграна в эфире много раз несколько дней подряд, значит она получила большое количество ротаций.
В США, проигрывание песен в ночных клубах и дискотеках между 1940-и и 1960-и годами приравнивалось к ротации, на основе чего составлялись несколько чартов в «Billboard».
Для коммерческого радио, радиоротации — это результат постановки песни в ротацию, которую также называют добавлением трека в плей-лист музыкальным директором радиостанции, зачастую посредством спонсорской сделки с рекорд-лейблом. Для студенческого радио, местного и инди-радио, популярных в США, ситуация иная, так как за музыкальную программу отвечает диск-жокей, основывающийся на своих музыкальных предпочтениях.
Большинство стран имеют хотя бы один радио-чарт, в то время как наиболее крупные страны, с сильной музыкальной индустрией, как США, Великобритания, Германия, Австралия, Япония и Бразилия имеют несколько чартов, разделённых по жанрам музыки или территориям страны.
В России существует компания Tophit, составляющая национальный радиочарт, но также работающая со странами СНГ.
Зачастую песни получали большой успех в радиочартах, но плохо продавались. Вследствие чего, на Западе такие синглы получили название «turntable hit» (вертушечный хит), когда песни на радио крутили только на виниловых пластинках.
Радиоротация может быть важнейшей составляющей в определении понятия «хит» и, наряду с социальными сетями, остаётся одним из наиболее эффективных способов продвижения музыкального продукта и получения артистом популярности.